# Championnats du monde de biathlon 1991
Navigation
Minsk, Oslo et Kontiolahti 1990 Novossibirsk 1992
Les Championnats du monde de biathlon 1991 se sont tenus à Lahti (Finlande), du 19 au 24 février 1991. Lahti organise les mondiaux pour la troisième fois après 1981 (hommes) et 1987 (femmes).
Mark Kirchner est le grand gagnant de ces championnats, remportant les trois titres dont deux individuels chez les hommes, premiers d'une longue série pour la nouvelle Allemagne réunifiée.

## Les résultats

### Hommes
| Épreuves                       | Or                                                                      | Argent                                                                           | Bronze                                                                                |
| ------------------------------ | ----------------------------------------------------------------------- | -------------------------------------------------------------------------------- | ------------------------------------------------------------------------------------- |
| 19 février : Sprint 10 km      | Mark Kirchner Allemagne                                                 | Frank Luck Allemagne                                                             | Eirik Kvalfoss Norvège                                                                |
| 24 février : 20 km individuel  | Mark Kirchner Allemagne                                                 | Alexander Popov Union soviétique                                                 | Eirik Kvalfoss Norvège                                                                |
| 23 février : Relais 4 × 7,5 km | Allemagne Ricco Groß Frank Luck Mark Kirchner Fritz Fischer             | Union soviétique Iouri Kachkarov Alexander Popov Sergei Tarasov Sergei Tchepikov | Norvège Geir Einang Eirik Kvalfoss Jon Åge Tyldum Gisle Fenne                         |
| 21 février : 20 km par équipes | Italie Hubert Leitgeb Gottlieb Taschler Simon Demetz Wilfried Pallhuber | Norvège Sverre Istad Jon Åge Tyldum Ivar Michal Ulekleiv Frode Løberg            | Union soviétique Anatoliy Zdanovich Sergei Tarasov Sergei Tchepikov Valeri Medvedtsev |

### Femmes
| Épreuves                       | Or                                                                                      | Argent                                                                     | Bronze                                                                   |
| ------------------------------ | --------------------------------------------------------------------------------------- | -------------------------------------------------------------------------- | ------------------------------------------------------------------------ |
| 19 février : Sprint 7,5 km     | Grete Ingeborg Nykkelmo Norvège                                                         | Svetlana Petcherskaia Union soviétique                                     | Elena Golovina Union soviétique                                          |
| 24 février : 15 km individuel  | Petra Schaaf Allemagne                                                                  | Grete Ingeborg Nykkelmo Norvège                                            | Iva Schkodreva Bulgarie                                                  |
| 23 février : Relais 3 × 7,5 km | Union soviétique Elena Belova Elena Golovina Svetlana Petcherskaia                      | Norvège Grete Ingeborg Nykkelmo Anne Elvebakk Elin Kristiansen             | Allemagne Uschi Disl Kerstin Moring Antje Misersky                       |
| 21 février : 15 km par équipes | Union soviétique Elena Belova Elena Golovina Svetlana Petcherskaia Svetlana Paramyguina | Bulgarie Maria Manolova Silvana Blogoeva Nadezhda Aleksieva Iva Schkodreva | Norvège Synnøve Thoresen Signe Trosten Hildegunn Fossen Unni Kristiansen |

## Tableau des médailles
| Rang | Nation           | Or | Argent | Bronze | Total |
| ---- | ---------------- | -- | ------ | ------ | ----- |
| 1    | Allemagne        | 4  | 1      | 1      | 6     |
| 2    | Union soviétique | 2  | 3      | 2      | 7     |
| 3    | Norvège          | 1  | 3      | 4      | 8     |
| 4    | Italie           | 1  | 0      | 0      | 1     |
| 5    | Bulgarie         | 0  | 1      | 1      | 2     |